# Idaea subcrinita
Idaea subcrinita là một loài bướm đêm trong họ Geometridae.